# 莫尔萨利讷
莫尔萨利讷（法語：Morsalines）是法国芒什省的一个旧市镇，属于瑟堡区。
2019年1月1日，莫尔萨利讷并入临近市镇凯特乌。

## 人口
莫尔萨利讷人口变化图示